# Gynaephora selenitica
Espèce
Gynaephora selenitica, le Bombyx sélénitique ou Orgyie sélénitique, est une espèce de lépidoptères (papillons) de la famille des Erebidae et de la sous-famille des Lymantriinae.

## Description

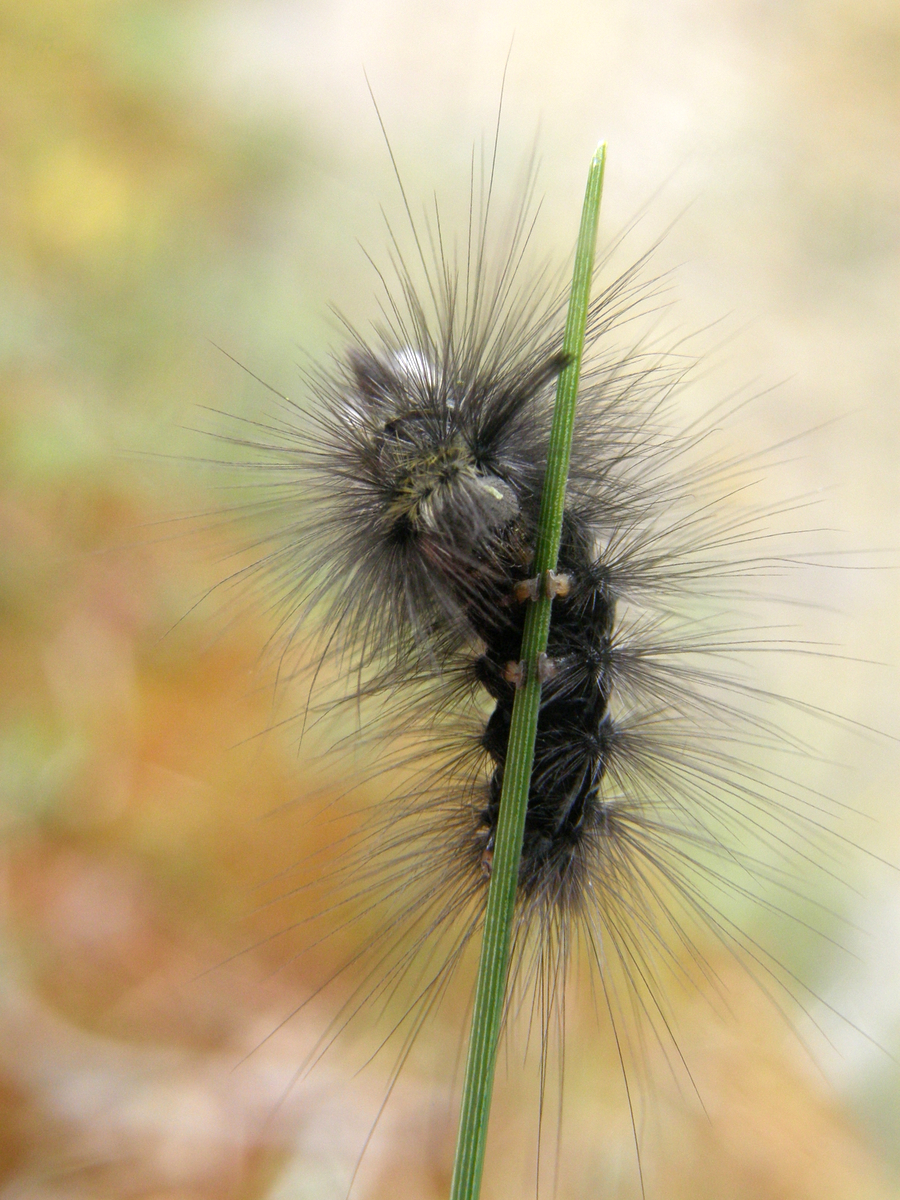
Chenille
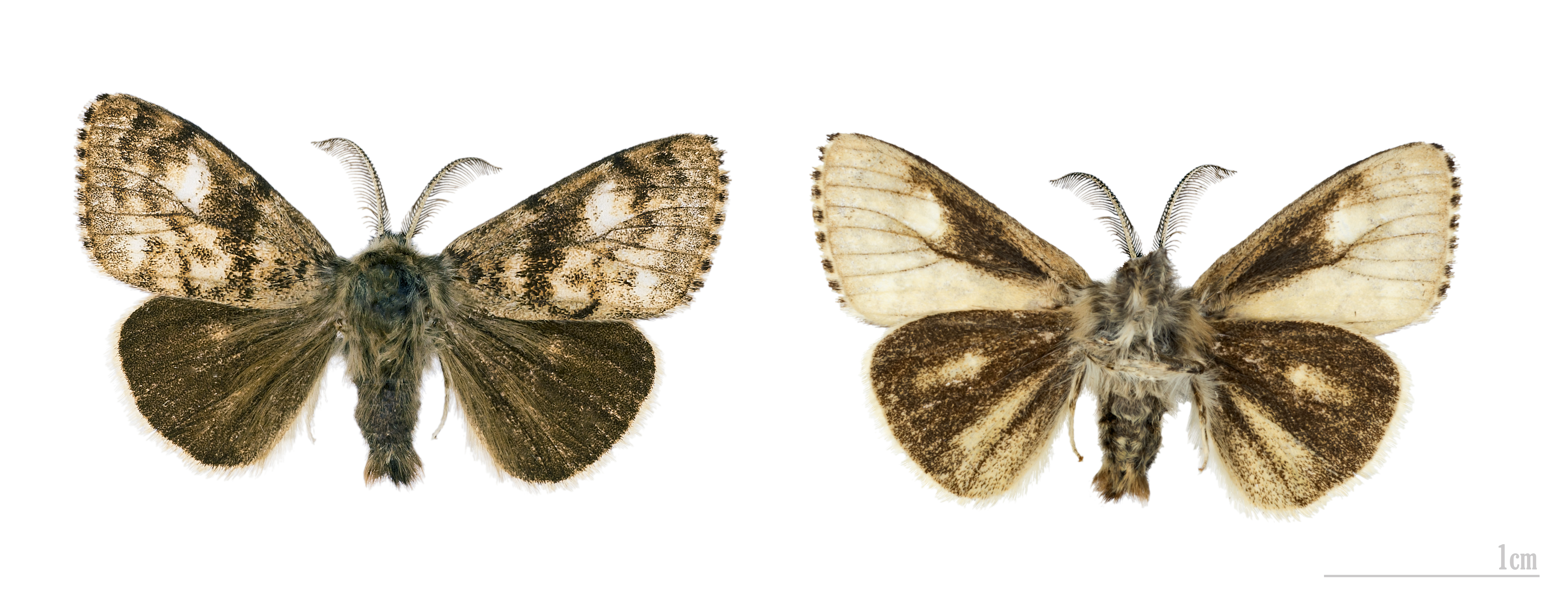
Les deux faces d'un adulte ♂ Muséum de Toulouse
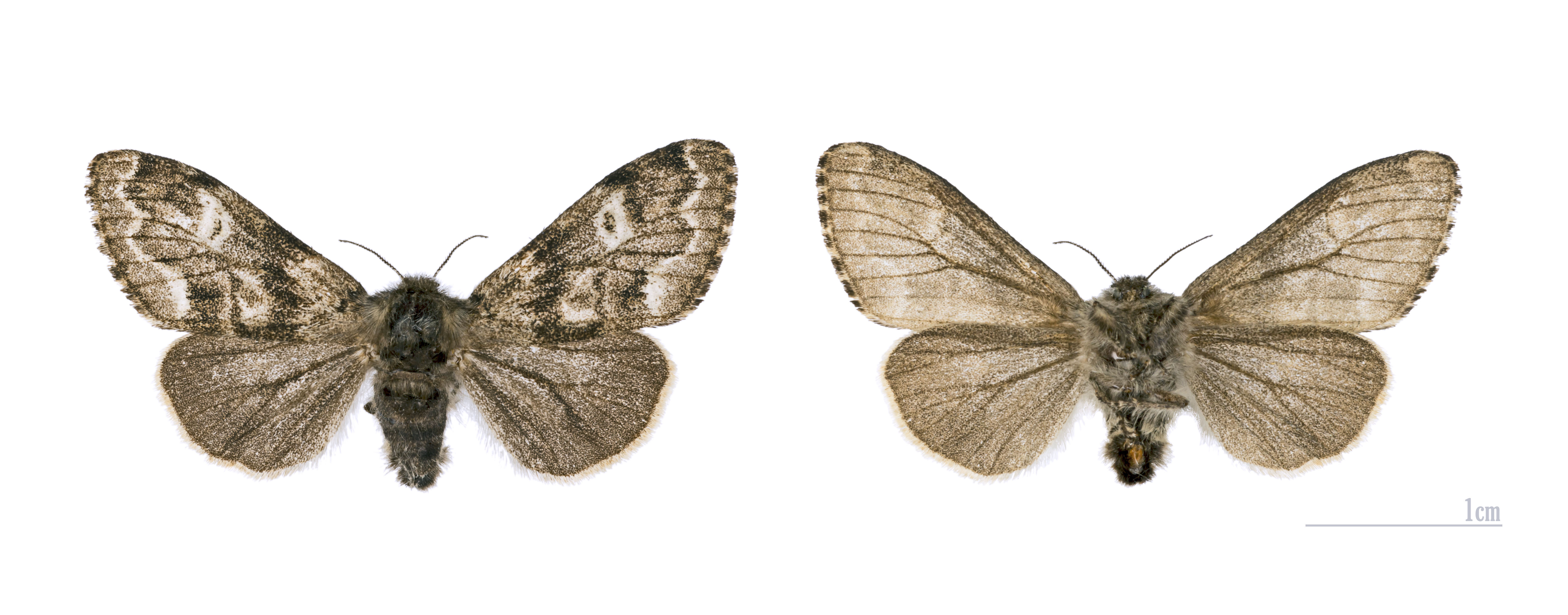
Les deux faces d'un adulte ♀ Muséum de Toulouse

## Biologie
Polyphages, les chenilles se développent sur des Fabaceae (Légumineuses) dont Lathyrus sylvestris, Lathyrus  pratensis, Vicia cracca,  Trifolium  pratense ; aussi sur d'autres herbacées, des arbres : Luzula, Deschampsia caespitosa, Potentilla erecta, Betula verrucosa, Betula pubescens, Quercus robur, Salix caprea, Salix aurita, Salix phylicifolia, Populus tremula, Rubus idaeus, Calluna vulgaris, Vaccinium myrtillus, Vaccinium  uliginosum, Andromeda polifolia .

## Systématique
L'espèce actuellement appelée Gynaephora selenitica a été décrite par l’entomologiste Eugen Johann Christoph Esper en 1789, sous le nom initial de  Phalaena (Bombyx) selenitica.
Elle est l'espèce type du genre Gynaephora.

### Synonymie
- Bombyx paradoxa Fabricius, 1787[3]
- Phalaena (Bombyx) selenitica Esper, 1789
- Bombyx lathyri Hübner, 1803 [4]
- Orgyia selenitica Swinhoe, 1923[5]

## Noms vernaculaires
- Le Bombyx sélénitique[6]
- L'Orgyie sélénitique[7]